# Facteur de charge (aérodynamique)
Pour les articles homonymes, voir Facteur de charge.
Le facteur de charge {\displaystyle {\vec {n}}} est le rapport entre le poids apparent (le poids tel qu'il est « ressenti » et qui est fonction à la fois de la gravité et des forces d'inerties du porteur) et le poids réel (créé par la gravité). C'est un vecteur dont les composantes sont des nombres sans dimension (donc sans unité), mais généralement, on dit qu'elles s'expriment en « g » (Dans ce cas, il ne s'agit plus d'un rapport, mais d'une accélération).
Lorsque l'on parle de facteur de charge en aéronautique, on ne considère, habituellement, que la verticale apparente nz puisque c'est la direction dans laquelle la principale source de portance, les ailes, agit.

## Définition

### Interprétation
Le facteur de charge correspond à cette impression d'être plus lourd quand on se trouve dans un mobile qui se déplace dans un mouvement non rectiligne. On subit alors une accélération, qui correspond à une force centrifuge {\displaystyle m\|{\vec {g}}\|\times {\vec {n}}}, à comparer au poids réel, qui est lui de {\displaystyle m{\vec {g}}}.   {\displaystyle {\vec {n}}} est alors le facteur de charge. 
Donc, si on est soumis par exemple verticalement à un facteur de charge {\displaystyle {\vec {n}}} de 2, on a l'impression de peser deux fois son poids ; on est soumis à une accélération qui vaut 2 g (dont 1 g qui est dû à la gravité et 1 g qui est dû aux forces d'inerties). 

### Pour l'aéronautique
Pour un aéronef, il y a deux façons de faire varier le facteur de charge, par variation des forces d'inertie : 
1. Des variations d'assiette dans le plan vertical. La variation du facteur de charge est plus forte si le rayon de la trajectoire est faible et si la vitesse est élevée[1].
2. La mise en virage. Pour conserver un vol symétrique, l'aéronef doit être incliné en virage. La force centrifuge s'ajoute au poids réel et il faut augmenter la capacité de sustentation des ailes (la portance) en tirant sur le manche. L'augmentation de portance est fonction de l'angle d'inclinaison. Si pour de faibles inclinaisons la variation est faible, elle atteint 1,31 g à 40°, 2 g à 60° et 5,76 g à 80°. La formule est 1/cosinus de l'angle d'inclinaison[1].

La vitesse de décrochage varie selon la racine carrée du facteur de charge : un avion décrochant à 60 km/h sous 1 g décrochera à 85 km/h sous 2 g ce qui correspond à un virage à 60° d'inclinaison et à 144 km/h à 80° d'inclinaison.
Une autre source de variation du facteur de charge se trouve dans les mouvements de l'atmosphère et l'alternance entre zones ascendantes et descendantes (turbulence).

## En aéronautique
Cette notion est beaucoup utilisée en aéronautique :
- sa composante longitudinale nx donne l'équation de propulsion de l'avion (qui mesure la variation d'énergie de l'appareil et donc principalement son accélération ou décélération) ;
- sa composante latérale ny donne l'équation d'équilibre latéral de l'avion (en résumé, elle traduit la symétrie du vol, qui est nécessaire à l'efficacité du vol et au confort des passagers) ;
- sa composante verticale nz donne l'équation de sustentation de l'avion (qui est représentative de la courbure de la trajectoire de l'appareil). Il s'agit du facteur de charge alaire permettant de quantifier les contraintes appliquées à l'aile de l'avion.

En vol stabilisé, le facteur de charge vertical est de 1. Lorsqu’un appareil effectue un virage ou sort d’un piqué, le facteur de charge augmente. Par exemple, un avion en virage horizontal symétrique avec un angle de roulis de 60° est soumis à un facteur de charge de 2. Dans ce cas, la structure de l’appareil doit supporter deux fois le poids de l’avion, et le pilote doit augmenter l’angle d’incidence de l’appareil pour produire davantage de portance.

## Facteur de charge «vertical» ou alaire en virage symétrique

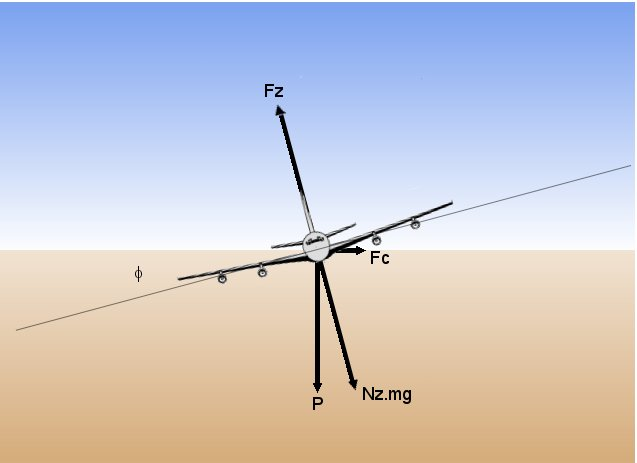
Forces aérodynamiques appliquées à un aéronef.

Influence du facteur de charge sur un avion en virage : à 60 degrés d'inclinaison le poids apparent double.

Dans le cas d'un virage stabilisé en palier et à dérapage nul, le facteur de charge vertical est donné par la formule :
{\displaystyle n_{z}={\frac {\cos \theta }{\cos \varphi }}={\frac {F_{z}}{mg}}}
où :
{\displaystyle n_{z}} est le facteur de charge ;
{\displaystyle \theta } est l'assiette de l'avion (rad) ;
{\displaystyle \varphi } est l'angle d'inclinaison (rad) ;
{\displaystyle F_{z}} est la portance (N) ;
{\displaystyle m} est la masse (kg) ;
{\displaystyle g} est l'accélération de la pesanteur (m/s2).
Ce qui donne les valeurs suivantes (pour {\displaystyle \theta =0}) :
| Inclinaison | Facteur de charge |
| 15°         | 1,02              |
| 30°         | 1,15              |
| 45°         | 1,41              |
| 60°         | 2                 |
| 90°         | Infini            |